# 구르어군

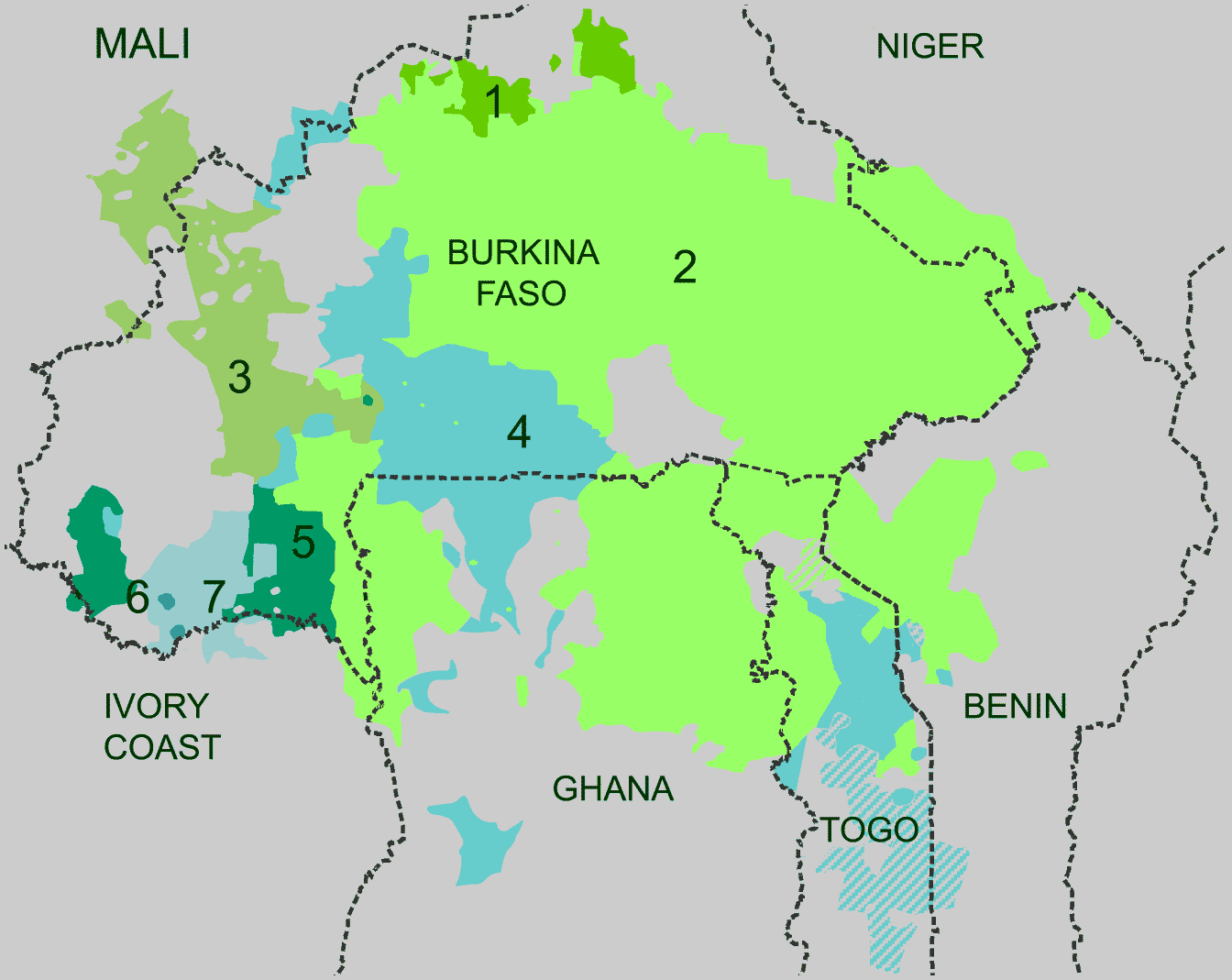
중앙 구르어군의 분포

구르어군(Gur)은 니제르콩고어족에 속하는 한 언어군이다. 어떤 분류 체계에서는 더 큰 언어군의 일부로서 중앙 구르어군(Central Gur)이나 마비아어군(Mabia)이라는 표현으로 지칭한다. 서아프리카의 사헬과 사바나 지역에서 많이 쓰이는데, 이는 오늘날의 부르키나파소의 대부분 지역과 가나, 베냉, 토고의 북반부, 그리고 인접한 말리, 코트디부아르, 니제르의 일부 지역을 포함한다.

## 유형적 특징
구르어군의 조상 언어는 다른 대부분의 니제르콩고어족 언어들처럼 명사 부류(noun class)를 가졌을 것이나, 오늘날의 구르 언어들은 대부분 이를 명사의 성이나 격변화 체계로 축소했거나 아예 소실하였다. 구르어군의 공통적 특징은 동사의 상 표지이다. 대부분의 구르어는 성조 언어이나 코롬페어(Koromfé)는 특기할 만한 예외이다. 구르어군의 성조 체계는 상당히 다양한데 대부분의 구르 언어는 2성조 다운스텝(downstep) 체계 모형을 따르는 것으로 설명되나 오티-볼타어군의 언어와 일부 다른 언어들은 3가지의 음소적 성조를 갖는다.

## 연구사
지기스문트 빌헬름 쾰레(Sigismund Wilhelm Koelle)는 1854년 Polyglotta Africana에서 처음으로 12개의 구르어군 언어를 언급하며 "북동 고지 수단" 언어라는 표현을 썼는데 현대 분류에서는 구르어군의 10개 언어에 해당한다. 과거에는 볼타강에서 따온 프랑스어 표현을 따라 볼타어군(Voltaic)이라고 불렸는데, 당시에는 세누포어군과 여러 고립된 언어군들(아다마와어군 등)을 포함하여 더 광범위한 계통이 성립한다고 여겨졌었다.

## 분류
- 중앙 구르어군 (마비아어군)
  - 북부 구르어
    - 오티볼타어군(Oti-Volta): 모레어(모시어), 맘프룰리어, 다그바니어, 구르마어 등 28개 언어
    - 봐어군(Bwa, Bwamu, Bomu)
    - 코롬페어(Koromfé)

  - 남부 구르어
    - 구룬시어군(Gurunsi, Grũsi, East Mabia): 카비예어 등 20개 언어
    - Kirma-Lobi: 키르마어, 투르카어, 로비어, 댠어
    - Doghose–Gan: 도고세어, 칸사어, 키사어
    - Dogoso–Khe?: 도고소어, 케어

사바나어군의 Waja, Kam, Leko–Nimbari 등 언어들이나 구식 분류에서 아다마와어군에 속하던 일부 언어들까지 포함한 "확대 구르어군"을 제시하는 학설도 있다.

## 참고 문헌
- Manessy, Gabriel (1968/71) 'Langues voltaïques sans classes' in Actes du huitième congres international de linguistique africaine. [Congress was 1968, proceedings published 1971] Abidjan, Université d'Abidjan, 335-346.
- Naden, Anthony J. (1989) 'Gur', in Bendor-Samuel, John & Hartell, Rhonda L. (eds) The Niger–Congo languages. A classification and description of Africa's largest language family. Lanham, New York, London: University Press of America, 140-168.
- Roncador, Manfred von; Miehe, Gudrun (1998) Les langues gur (voltaïques). Bibliographie commentée et inventaire des appelations des langues. Köln: Rüdiger Köppe Verlag.
- Williamson, Kay & Blench, Roger (2000) 'Niger–Congo', in Heine, Bernd & Nurse, Derek (eds.) African languages: an introduction, Cambridge: Cambridge University Press, 11-42.